# Pyrus vallis-demonis
Pyrus vallis-demonis är en rosväxtart som beskrevs av Francesco Maria Raimondo och Schicchi. Pyrus vallis-demonis ingår i släktet päronsläktet, och familjen rosväxter. Inga underarter finns listade i Catalogue of Life.

## Bildgalleri

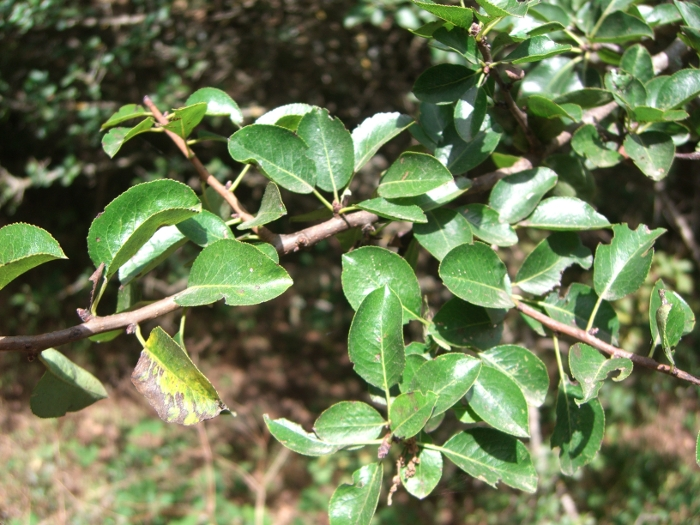